# Eugenio (téléfilm)
Pour les articles homonymes, voir Eugène.
Eugenio, le clown au rire magique est un film d'animation français de 27 minutes diffusé pour la première fois le 25 décembre 1998 sur TF1.

## Synopsis
Le film est l'adaptation du livre pour enfant éponyme de Marianne Cockenpot et Lorenzo Mattotti.
Eugenio est un clown célèbre dans le monde entier mais un jour Eugenio perd son rire. C'est en recevant le plus beau des cadeaux qu'Eugenio retrouvera son goût de rire.

## Fiche Technique
- Nom original : Eugenio, le clown au rire magique
- Réalisation : Jean-Jacques Prunès
- Auteur Roman : Marianne Cockenpot, Lorenzo Mattotti
- Adaptation : Catherine Taillefer
- Origine :  France
- Maisons de production :  Les Films de l'Arlequin